# Wynn Bullock
Wynn Bullock (18 avril 1902 à Chicago– 16 novembre 1975) est un photographe américain.